# Mimeusemia
Mimeusemia é um gênero de traça pertencente à família Arctiidae.